# باول دوغرتي
باول دوغرتي (بالإنجليزية: Paul Dougherty)‏ هو رسام أمريكي، ولد في 6 سبتمبر 1877 في بروكلين في الولايات المتحدة، وتوفي في 9 يناير 1947 في بالم سبرينغس في الولايات المتحدة.